# Дугорепа чинчила
Дугорепа чинчила (лат. Chinchilla lanigera) је врста глодара из породице чинчила (Chinchillidae).

## Распрострањење
Врста је присутна у Чилеу и Аргентини (непотврђено).

## Станиште
Станишта врсте су планине и брдовити предели Анда. 

## Угроженост
Ова врста је крајње угрожена и у великој опасности од изумирања.